# Championnats du monde de tir 1899
Navigation
Édition précédente Édition suivante
Les championnats du monde de tir 1899, troisième édition des championnats du monde de tir, ont eu lieu à Loosduinen, aux Pays-Bas, en 1899.